# Dionisio Brevio
Dionisio Brevio (Verona, 1510 – 1567 o 1568) è stato un pittore italiano.

## Biografia
Figlio di Sigismondo Brevio e nipote di don Sebastiano Brevio, rettore della chiesa veronese di San Salvatore, nacque a Verona nel 1510 e si stabilì a Montecchia per parecchi anni.
Frequentò a Mantova la bottega di Giulio Romano e in una lettera del 1530 il Signore di Mantova, Francesco Gonzaga, chiede ai rettori veronesi di imprigionare il pittore perché fuggito dalla città coi disegni del maestro, di cui gli esigeva l'esclusiva e che doveva servire ai lavori del palazzo.
Nel 1534 sposò Maddalena, figlia di Pietro Antonio della contrada di Santo Stefano e già vedova di Francesco Grisogani, ed ebbe con lei tre figli.
Nel 1545 Brevio è registrato nell'anagrafe della contrada di Santo Stefano a Verona.
Nel 1548 è documentato dimorante a Montecchia di Crosara, nella Val d'Alpone. Si presume che in quel periodo abbia lavorato all'opera commissionata dei cassieri del Monte Pietà a Cologna Veneta.
Nel 1567 realizzò una "Madonna in trono con il Bambino".
Muore dopo il 1567, visto che da quella data non ci sono più documenti che parlano di lui.

## Opere
- San Michele 1531
- Madonna con Bimbo in trono tra i santi Giacomo e Lazzaro 1542
- La Madonna e i santi Pietro e Paolo 1567